# Leucanopsis orooca
Leucanopsis orooca là một loài bướm đêm thuộc phân họ Arctiinae, họ Erebidae.